# Саконы (село, Нижегородская область)
Са́коны — село в Ардатовском районе Нижегородской области, административный центр Саконского сельсовета.

## Этимология
Существует несколько версий происхождения названия села. По одной из них, топоним происходит от татарского слова сакма, которым обозначалась проходившая тут дорога из русских земель в Золотую орду. Согласно этой версии, местные финно-угорские племена перенесли название дороги на идущую параллельно ей речку Саконку в форме «Сакмань», а затем и на само селение. Со временем из названия исчез звук «м». По другой версии, топоним произошёл от татарского слова сакэн — «калган».
Во время Казанских походов царя Ивана Грозного местность именовалась «Саканьским городищем», в 1785 году бывшее здесь поместье  Никиты Акинфиевича Демидова упоминалось под названием «Сакань», а на карте 1817 года уже упоминается современное название «Саканы».

## История
На территории, где ныне расположено село, люди стали селиться ещё в древние времена.
Раскопки, произведенные в 1955 — 1956 гг. под руководством археолога, кандидата исторических наук А. В. Алиховой, обнаружили на правом берегу Теши следы поселения древних людей, живших здесь более 5 тыс. лет назад. Основным занятием местных племен являлись охота и рыболовство.
На левом берегу Теши были найдены следы более позднего поселения, относящегося к IX в. (Городок). Здесь были найдены изделия из металла и гончарная посуда.
Впервые название Саконы встречается в документах XV в., ранее, чем упоминания об Ардатове. В одном из документов говорится, что ногайские послы ехали через Саконы на Москву, — так докладывал Муромский князь Федор Хованский царю Ивану III. Летописи утверждают, что здесь жили многочисленные племена, среди которых преобладала мордва. С XI — XII вв. идет колонизация мордвы русскими князьями. В XII — XIV вв. опасность набегов татаро-монгольских племен объединяет славян и мордву для совместного сопротивления.
Согласно записям царского летописца, Иван Грозный со своими войсками во время одного из походов на Казань останавливался в Саконах («... поеде за р. Оку на Саконский лес и того дня (22 июля 1552 г.) ночевал в лесу на р. Велетьме, а другой стан на р.Шилокше, а третий стан под Саконским городищем»).
По записям арзамасского историка Щеголькова, на воротах старой деревянной церкви в Саконах до 1872 г. в память об этом событии сохранялась надпись: «Тут был царь Иван Васильевич 24.07.1552 г.».
Саконы в XVII в. входили в поместное владение боярина Г.П. Ромодановского, а с 1622 г. царь Михаил Федорович пожаловал вотчину Саконы сыну Григория Петровича— В. Г. Ромодановскому. Помимо с. Саконы, в вотчину входили с. Гремячево, Липовка, д.Туртапки, Теплая и с. Ломовка. В первой половине XIX в. Саконы принадлежали гофмаршалу Дмитрию Николаевичу Дурново (1769— 1834) и его жене Марии Никитичне, урожденной Демидовой (1776— 1847). У их внука генерала Петра Павловича Дурново (род. 1835) было по 20 тыс. десятин при Саконах и Теплове.
В Саконах основным видом промысла, возникшим ещё в XVIII в., была обработка пеньки, на базе чего создана прядильная фабрика. Пенька закупалась также в Мечасовской и Стексовской волостях ардатовскими купцами, по заказу которых саконские прядильщики готовили веревки. Пенька, производимая в Саконах, высоко ценилась не только в уезде, но и в Санкт-Петербурге и даже за границей.
Согласно сведениям, приведенным в отчетах земской управы за 1902 г., в Саконах имелись винная лавка, водяная мельница. В документах земской управы за 1902 г. упоминается о наличии в Саконах первоклассного училища.
- В 1911 г.- земскому собранию предлагается на утверждение предварительная смета, на постройку часовни в с. Саконы "в память прохода царя Иоанна Грозного".
- В 1913 г. - составляется смета «на строительство дороги и моста по подъездному пути между Туртапками и Саконами к станции железной дороги».
- В 1914г. - открывается почтовое отделение.
- В 1918 г. - создан Саконский волостной Совет. Был создан комитет бедноты, который наделял крестьян землей, раздавал бедноте хлеб.
- В 1926 г. - открыт первый медпункт.
- В 1930 г. - был создан колхоз «Саконский», в который вошли,помимо Сакон, с. Размазлей, с.Нучарово, д. Миякуши.
- С 1941-1945 на фронте сражалось 345 саконских жителей, 169 человек погибли!
- В 1951 г. - произошло объединение колхозов «Саконский» и «Туртапский».
- В 1954 г. - из колхоза вышли с. Нучарово, д. Миякуши, с.Размазлей.
- В 1969 г. - колхоз реорганизован в совхоз «Саконский», центральная усадьба находилась в Саконах. В совхоз вошли также д. Туртапки и с. Туркуши.
- В 1961 г. - село было электрифицировано.
- В 1963 г. - построен новый медпункт, а в 1990 г. — новая амбулатория.
- В 1971 г. - через Тешу вместо старого моста построили новый бетонный мост.
- В 1973 г. - в селе сооружен водопровод. На улицах вместо колодцев поставлены водоразводные колонки,открылся комплексно-приемный пункт.
- В 1975 г. - открыт детский сад.
- В 1983 г. - открыты ясли.
- В 1986 г. - в село подведен природный газ,а в 1988 г. газ был пущен в дома.

Как считают местные жители, за годы советской власти село неузнаваемо изменилось, выросли благосостояние и культура населения.

## Географическое положение
Село Саконы находится на юго-западе Нижегородской области России, на пересечении автомобильных дорог Ардатов — Мухтолово и Муром — Арзамас, на левом берегу реки Тёши, в месте впадения в неё небольшой речки Саконки. Расстояние до Нижнего Новгорода 184 км, до Ардатова — 17 км. Высота над уровнем моря около 113 метров.
Село Саконы, как и вся Нижегородская область, находится в часовой зоне МСК (московское время). Смещение применяемого времени относительно UTC составляет +3:00.

## Административная принадлежность
Село Саконы является центром Саконского сельсовета, который входит в состав Ардатовского муниципального округа Нижегородской области Российской Федерации.

## Климат
Село находится в зоне умеренно-континентального климата, который характеризуется холодной продолжительной зимой и тёплым, но достаточно коротким летом. За год выпадает в среднем 450—550 мм осадков, из них 68 % — в виде дождя и 32 % — в виде снега. Среднегодовая относительная влажность воздуха — 76 %. Снежный покров достигает 50 см, а в особо снежные зимы может достигать одного метра и более.
Весна приходит резко, обычно к середине апреля, при этом вплоть до середины мая нередки заморозки. Лето сравнительно короткое и достаточно жаркое — в отдельные годы температура может достигать 36 °C. Шапка лета приходится на июль. В конце весны и лета нередки грозы — их может случаться до 20 за год, почти каждый год выпадает град. Осень приходит в сентябре и стоит до начала ноября, но уже в сентябре нередки заморозки. Зима наступает в начале ноября и продолжается до середины марта. Обычно первый снег выпадает в октябре и держится в течение пяти месяцев, сходит к 10—15 апреля. Почва промерзает на глубину 70—90 см.
Вегетационный период составляет 189 дней, продолжительность безморозного периода — 137 дней.

## Население
| Численность населения | Численность населения | Численность населения | Численность населения | Численность населения | Численность населения | Численность населения | Численность населения | Численность населения |
| 1859                  | 1897                  | 1916                  | 1986                  | 1993                  | 1999                  | 2002                  | 2010                  | 2021                  |
| --------------------- | --------------------- | --------------------- | --------------------- | --------------------- | --------------------- | --------------------- | --------------------- | --------------------- |
| 1506                  | ↗1524                 | ↗2077                 | ↘1524                 | ↘1496                 | ↘1254                 | ↘1247                 | ↗1277                 | ↘1083                 |

## Памятники истории и культуры
Памятником культуры является Саконское городище. (Следы поселения древних людей, живших здесь более 5 тыс. лет назад.)
На левом берегу Теши были найдены следы более позднего поселения, относящегося к IX в. (Городок). Здесь были найдены изделия из металла и гончарная посуда.
В Саконах находится действующая Церковь Троицы Живоначальной, построена в 1869 году.
В честь павших воинов в годы Великой Отечественной войны в селе возведен обелиск.

## Инфраструктура
В селе восемь улиц: Кооперативная, Молодёжная, Притёшинская, Самарина, Советская, Солнечная, Школьная и Южная. В селе расположено отделение Почты России (индекс 607152).

## Известные люди
- Анисимова Анна Васильевна (1932) — Мать героиня.
- Никита Демидов — русский промышленник, основатель династии Демидовых, ардатовский помещик. В поместье Н. Демидова входили село Саконы.
- Блиткина Анна Павловна — Мать героиня.
- Буеракова Раиса Михайловна (1924) — Мать героиня.
- Быстров Иоанн — священномученик, служил в храме села Саконы Ардатовского уезда. Причислен к лику новомучеников и исповедников Российских Архиерейским Собором Русской Православной Церкви в августе 2000 года.
- Касаткин Иван Андреевич (12 августа 1939) — Директор Ардатовского аграрного техникума, Заслуженный работник сельского хозяйства Российской Федерации, Почетный гражданин р.п. Ардатов, Почетный гражданин Ардатовского района Нижегородской области, С 1960 по 1982 годы жизнь Ивана Андреевича связана с селом Саконы. Работал агрономом, зоотехником Саконского колхоза, а с 1967 года председателем колхоза. С 1969 года был назначен директором совхоза «Саконский».
- Миньков Борис Алексеевич (1916—1996) — полярный лётчик, детство прошло в Саконах[22].
- Миньков Виктор Алексеевич (1922—1988) — разработчик космической техники, участник Парада Победы, детство прошло в Саконах[22].
- Миньков Георгий Алексеевич (1925—2013) — почётный полярник, участник первой Советской Антарктической экспедиции, детство прошло в Саконах[22].
- Нагаева Анна Ивановна — Мать героиня.
- Пригульнова Пелагея Степановна (1925) — Мать героиня.
- Рыбакова Екатерина Алексеевна (1934) — Мать героиня.
- Самарин Александр Михайлович (1 августа 1902 — 20 мая 1970) — советский учёный-металлург, специалист в областях взаимодействия газов со сталью и физико-химических основ производства стали. Академик АН СССР с 1966 г., родился в Саконах, его именем названа улица в родном селе, СПК «Саконский» носит имя земляка.
- Смолков Александр Иванович (13 апреля 1965) — участник войны в Афганистане.